# 法兰克王国
法兰克王国（拉丁語：Regnum Francorum），指的是一個5世纪至9世纪间存在於歐洲中欧和西欧的王国，在經歷墨洛溫王朝和加洛林王朝後分裂而亡。該國的拉丁文名意为法兰克人的土地，它開創了歐洲的封建制度，國土橫跨法國、德國、瑞士、奧地利、低地國家和北義大利。
法兰克王国的主體民族法蘭克人起源於現代比利時的版圖之內，西罗马帝国灭亡後法兰克王国接替其位，在此後三百年间成为中西歐最強大的国家，在查理大帝统治时期达极盛。在征服舊西羅馬的領土的过程中，王国从日耳曼尼亚中獲得了大量的人口，并逐渐演變成一個以日耳曼人為主体，且包含高盧人、倫巴第人、弗蘭德斯人和勃艮第人的多民族国家。身為統治階層的法蘭克人也經常和其統治下的日耳曼人、非日耳曼人等民族混血，并让这些人口在王國內交錯流通，最終歐洲大陸西半部的人們融合成了一個共通的法蘭克文化。
由於法蘭克王國在当时的軍事與文化影響力龐大，在其解體後分裂出來的繼承國也能在歐洲的歷史上持續發揮作用。法蘭克王國在滅亡時分出西法蘭克、東法蘭克和中法蘭克這三個國家，西部演变成今日之法国，東部演變成今日之德国、奧地利，而中部則二度分裂為義大利北部、瑞士和荷比盧，這些由法蘭克演化而來的國家在今天的欧洲仍然举足轻重。

## 历史

### 墨洛温王朝
4世纪初，法兰克人以联盟者的身份定居於罗马帝国境内的高卢东北一隅。此時罗马帝国本身的军事力量已无法保障其边境的安全，因此罗马人允许部分被称为联邦者的外族进驻帝國的边境地區来维持安全。後來當西罗马帝国开始瓦解时，法兰克人便乘机扩展地盘。一开始，高卢北部的苏瓦松附近还有一个与羅馬帝国的本土隔离但依然归属罗马总督斯雅戈里乌斯管制的飞地。486年（或487年）法兰克人在克洛维一世的带领下攻占了这块地方，如此法兰克人的地盘就擴張到了卢瓦尔河畔。克洛维一世本来不过是眾多法兰克部落首領中的一个（迄今所知的最早的法兰克人首领是法拉蒙德），接收了罗马的管理机构後，利用其統一了其他部落，建立了史上第一个法蘭克人的国家。506年克洛維一世出擊阿拉曼尼人，507年他擊败西哥特王国的军队，将原属西哥特王国的阿基坦等地区完全攻占，继而将西哥特人驱逐到比利牛斯山脉以外。

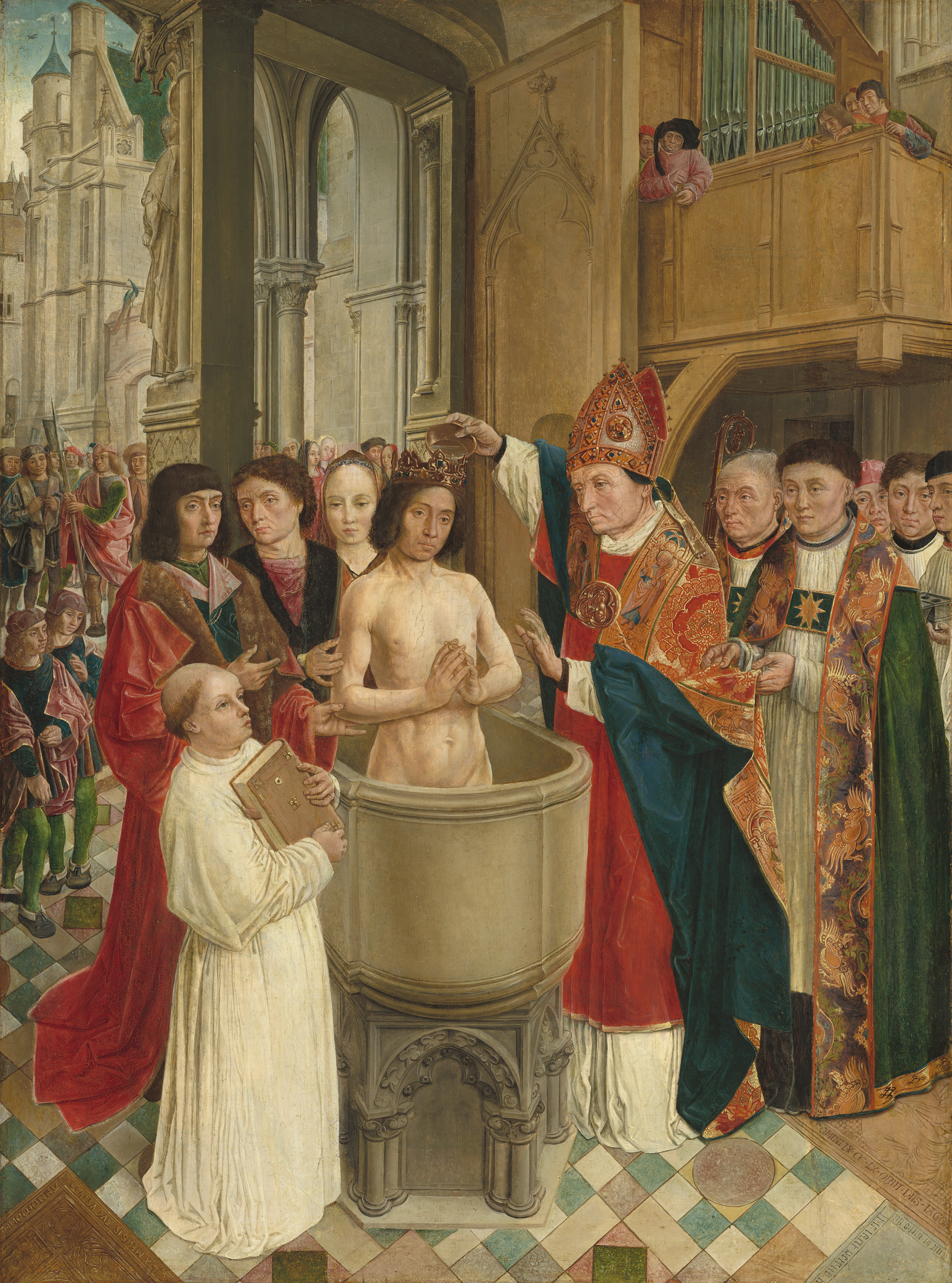
圣雷米吉乌斯为克洛维一世施洗

在法兰克人扩张过程中，克洛维一世没收了死去或逃亡的地主土地。如此克洛維就成为了整个王国的最大地主。克洛維還將自己的土地赠送给其他的贵族来攏絡人心，由此逐渐演化出了采邑制。克洛維還将他的許多领地租给自己的臣子，解决了龐大财产的管理问题。但此時的法兰克王国内几乎没有货币贸易。这是法兰克王国、欧洲早期封建社会的基础。
除采邑制外，基督教成为法蘭克国王的第二根支柱。在他的妻子克洛蒂尔德的影响下，克洛维皈依基督教。克洛維通过洗礼（可能于498年，確切时间有争议）获得了基督教教会的支持。如此一来，法兰克人的統治便得到了当地高卢人與罗马人的支持。法蘭克王國的建立也标誌着羅馬統治的结束與歐洲中世纪的开始。法蘭克国王通过遣使（伯爵和主教）来貫徹命令。511年的帝国大会上，克洛维还擁有了可以任命主教的权力。同时他试图在整个法兰克王国设立统一的教会法。6世纪初（507年之后），頒布了《萨利克法典》。这是一部拉丁文的法兰克法典。
511年克洛维死后，他的王国被他的四个儿子瓜分为苏瓦松国（后成为纽斯特里亚国）、巴黎国、奥尔良国（后成为勃艮第国）和梅斯国（后成为奥斯特拉西亚国）四个独立王国。虽然后来这四个王国的某些国王不时得以统一整个王国，但在日耳曼人的传统影响下，统一的王国往往在国王死后被分给他的儿子们。除了巴黎国之外，其他三个国家都设立了宫相（宫廷总管），由于国王不理朝政（被称为“懒王时代”），政事委托宫相，使得宫相渐渐夺取了国家的大权。639年達戈貝爾特一世死后，他的儿子得以再次继承一个统一的王国，但国家的实权掌握在宫相和王太后手中。
这些宫相试图掌握整个王国的权力。从657年到662年，一个宫相的儿子以被国王收养的方式得以登上王位。687年，奥斯特拉西亚的宮相丕平战胜了整个王国的统治者，为丕平王朝和卡洛林王朝的上升铺平了道路，但当时丕平还不敢篡权。
714年丕平死后，国内发生了争权内讧，719年丕平的私生子查理·马特获胜。以凶残著称的马特面临着内忧外患。在王国内始终有不同的部落试图推翻他的统治。732年，他与过去的敌人一起在圖尔战役中战胜了入侵的阿拉伯人。他被认为西方世界天主教信仰的拯救者。此后他向东战胜了弗里斯兰人、萨克森人、巴伐利亚人和阿拉曼尼人，这些胜利进一步巩固了他的统治。此外他还支持圣波尼法爵在这些地区的传教工作。737年法兰克国王死后，他成为帝国的唯一统治者，但像他父亲一样，他没有国王的称号。按日耳曼人的传统，马特在死前将王国分给了他的两个儿子丕平三世和卡洛曼。

### 加洛林王朝
在此后的斗争中，丕平三世获胜，他的兄弟和法兰克王国的最后一位墨洛温王朝国王被迫进入修道院。751年他按旧约中的仪式涂油登基成为国王。三年后，教宗斯德望三世再次为他涂油。754年，丕平同意将拉文纳送给教宗，而教宗则认可卡洛林王朝为法兰克王国的国王。755年开始，教宗开始要求丕平遵守诺言，丕平两次对伦巴底人作战并将所有赢得的土地送给了教宗，这样丕平实际上成为教宗国的创立人。768年丕平死，他为儿子查理曼和卡洛曼一世留下了一个政治上和经济上都欣欣向荣的王国。

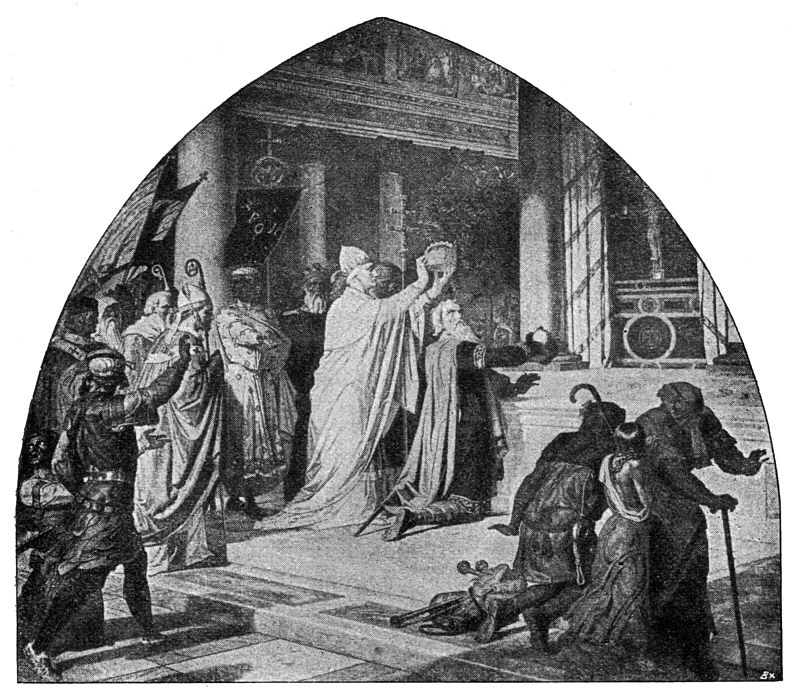
查理大帝在罗马加冕，历史图像，原图位于亚琛市政府，1944年被毁

#### 查理大帝
查理大帝的弟弟死于771年，这样查理就成为王国的唯一统治者了。查理依然受他父亲与教宗之间的条约束缚，由于伦巴底人不承认这个条约，他继续与伦巴底人作战。774年他占领了整个伦巴底王国。同时他支持向东的传教工作。到785年为止，他与萨克森人的战争决定着他的政治。785年，萨克森公爵威德金特臣服于查理，但双方之间的战争一直持续到804年。
连绵的战争推进了法兰克王国的封建化，受封建统治的农民的数目大增。封建统治者，尤其国王和公爵的权利大增。教会的权利也得到巩固。为了巩固国家的权利，查理在边界建立一系列边界地区，这些地区是国家的防卫缓冲区和进攻集合区。这些边界地区被封给有特权的伯爵，实际上这些边界地区处于王國领域之外，而不是王國的一部分。他向这些地区移民，让农民到那里去守护这些地区，並在那里建造城堡。尤其重要的边界地区有克恩顿和其北部的边界地区，后来这些地区形成了奥地利。
793年查理对王国内部的管理进行改革来进一步巩固内部的统治。国王的直接管理机构是王府、王家法庭和总理府。在王国内，伯爵管理国王的财产。国王通过他的信使向伯爵发布命令和决定伯爵之间的争议。亞琛成为皇帝宫殿和查理统治下的法兰克王国的中心。
800年12月25日查理在罗马被加冕为「羅馬人的皇帝」，这是他权力的顶峰。

法蘭克王國的變化。

查理统治了46年，他死于814年。他的儿子路易成为皇帝。查理在806年就已经规定了他死后王国按日耳曼传统由他的儿子瓜分，但路易决定不顾这个遗嘱而欲保存帝国的统一。817年他发布了一个法令来防止帝国的分割，他的理由是皇帝的名称是不可分的，他指定儿子洛泰尔为副皇帝。他在他的法令中规定皇帝的长子继承皇帝位。他的这个决定获得了教会的支持，教会认为帝国的统一与教会的统一是一样的。这样一来帝国的主教介入了政治：他们成为皇帝儿子的对手。这些儿子们当然希望分国。从829年开始，皇帝与他的儿子们之间发生武装冲突。
路易死于840年，他的儿子洛泰尔一世成为唯一的统治者，但是843年他的三个儿子还是在《凡尔登条约》裡决定三分法兰克帝国。帝国后来在855年的普吕姆分割、870年的《墨尔森条约》和880年的《利贝蒙条约》中又多次被细分。此后法兰克帝国再没有被统一过。各个不同的帝国部分发展出不同的习俗、民风、语言，成为了独立的国家。有一段时间裡，人们还称分开的国家为东法兰克王国、西法兰克王国和中法兰克王国。在之后的一百年内，加洛林家族对东部王国和西部王国的统治纷纷被王国境内的贵族家族所取代。虽然直至12世纪，两个王国依旧称为东西法兰克王国，但人们称之为非加洛林系的法兰克王国东部和西部，国王被称为非加洛林家族的“法兰克人的国王”。西法兰克王国后来被称为法兰西王国，东法兰克王国则演变为神圣罗马帝国，继续维持着罗马皇帝的传统。

### 分裂
查理在他的遗嘱中规定将帝国分给他的三个儿子丕平、路易和小查理，但由于丕平和小查理于810年和811年去世，这个三分的计划无效，路易于813年被提升为副皇帝，814年得以继承其父的皇位。此年帝国人口达到1250万人。
路易决定不分王国后与他的儿子们交恶，双方发生战争。830年代初在一次宫廷政变中，路易被他的儿子们扣押，丧失实权，而他的儿子们则在各自的领地中越来越独立，路易实际上只是一个名义上的皇帝。路易死后三年，洛泰尔一世、查理和路易在843年的《凡尔登条约》裡三分帝国，法兰克帝国结束，再也没有重新统一过。

卡洛林帝國的最大疆域與843年凡爾登條約

西法蘭克王國演變為後來的法蘭西王國，東法蘭克王國演變為神圣罗马帝国，後來伦巴第、波希米亞加入神聖羅馬帝國。中法蘭克王國後來分裂演變為洛塔林吉亚、普罗旺斯、勃艮地公國和勃艮地王國而分別被西法兰克王國和东法兰克王國瓜分。
855年，洛泰尔在普吕姆分割中，将他的中法蘭克王國分给儿子们。洛泰尔的儿子们死后，秃头查理和日耳曼人路易在870年的《墨尔森条约》中，瓜分中法蘭克王國。最後，西法蘭克及東法蘭克瓜分了洛塔林吉亚及普羅旺斯兩地，而意大利則繼續維持現狀。秃头查理试图占领整个中法蘭克王國，但没有成功。路易三世在《利贝蒙条约》获得了中法蘭克王國的西部，法兰克帝国的瓜分大致成形。东部与西部之间的界限在整个中世纪几乎没有改变过。
西法兰克王国的国王路易三世死于882年，卡洛曼死于884年，东法兰克王国的查理三世到888年还被看作是整个帝国的皇帝。直到20世纪，法国与德国还互相将对方看作是“遗产对手”。